# Brekina

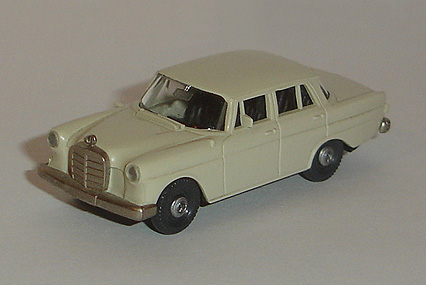
Model Mercedesu 190

Brekina je německý výrobce modelů automobilů pro sběratele a železniční modeláře se sídlem v Teningenu ve spolkové zemi Bádensko-Württembersko.
Společnost byla založena v roce 1980 třemi obchodními zástupci z hračkářského průmyslu. Název společnosti vznikl z prvních písmen příjmení zakladatelů Breitenbach, Kießling a Nann. 